# Richie milioner
Richie milioner (ang. Richie Rich) – amerykańska komedia z 1994 roku w reżyserii Donalda Petriego.

## Fabuła
Richie Rich (Macaulay Culkin) jest dziedzicem fortuny. Ma wszystko, o czym zamarzy, ale brakuje mu przyjaciół. Pewnego dnia jeden z pracowników jego ojca uprowadza rodziców chłopca i zamierza przejąć ich majątek. Richie z wiernym służącym i grupą rówieśników próbują pokrzyżować plany mężczyzny.

## Obsada
- Macaulay Culkin – Richie Rich
- John Larroquette – van Dough
- Edward Herrmann – Pan Rich
- Christine Ebersole – Pani Rich
- Michael McShane – Profesor Kennbean
- Jonathan Hyde – Cadbury
- Claudia Schiffer – Claudia, instruktorka aerobiku

## Wersja polska
Wersja polska: Master Film na zlecenie Canal+

Reżyseria: Romuald Drobaczyński

Dźwięk: Stanisław Uszyński

Montaż: Michał Przybył

Kierownictwo produkcji: Anna Rybicka

Udział wzięli:
- Jacek Wolszczak – Richard „Richie” Rich junior
- Ryszard Nawrocki – Richard Rich senior
- Barbara Bursztynowicz – Regina Rich
- Grzegorz Drojewski –
  - Reginald „Reggie” van Dough junior,
  - Gwary chłopięce
- Piotr Plebańczyk –
  - Reggie Jackson (trener gry w baseball),
  - Policjant,
  - Gwary
- Ryszard Olesiński – Laurence van Dough
- Jan Prochyra – Profesor Makówka
- Stefan Knothe – Ferguson
- Cezary Kwieciński –
  - Pee Wee,
  - Cezary Reynolds
- Agnieszka Matynia – Gloria Kościnski
- Jan Roszkowski – Tony
- Witold Wysota –
  - Omar,
  - Ellsworth
- Wojciech Szymański – Cadbury
- Małgorzata Drozd –
  - Diana Kościnski,
  - Gwary
- Elżbieta Gaertner –
  - Pokojówka,
  - Rafaella,
  - Babcia
- Andrzej Gawroński – Zullo
- Jacek Czyż – Komputer
- Teresa Lipowska –
  - Babcia,
  - Gwary
- Wojciech Machnicki –
  - Nauczyciel,
  - Nash,
  - Pan z zarządu
- Andrzej Arciszewski –
  - Lokaj,
  - Strażnik,
  - Szofer
- Jolanta Wilk –
  - Claudia Schiffer,
  - Sekretarka,
  - Reporterka
- Tadeusz Borowski –
  - Dziennikarz,
  - Reporter
- Jan Kulczycki –
  - Naukowiec,
  - Gwary
- Jerzy Słonka – Kierownik Dave Walter
- Mieczysław Morański –
  - Komputer,
  - Skarbiec
- Mirosława Nyckowska –
  - Reporterka,
  - Dziennikarka,
  - Telefonistka

Lektor: Jacek Brzostyński

## Odbiór krytyczny
Film spotkał się z negatywnymi opiniami krytyki; serwis Rotten Tomatoes na podstawie opinii z 21 recenzji przyznał mu wynik 24%.